# Mount Hampton
Der Mount Hampton ist ein 3323 m hoher, erloschener Schildvulkan im westantarktischen Marie-Byrd-Land.
Der Berg entstand vor ungefähr 8,6 bis 11,7 Mio. Jahren. Die äußere Erscheinung des Vulkans ist beeindruckend, denn der Großteil seines Gipfels wird von einer etwa sechs Kilometer weiten trogförmigen Caldera eingenommen, die durch den Einsturz der nach dem jüngsten Ausbruch entleerten Magmakammer entstanden ist. Diese ist heute zum größten Teil mit Eis gefüllt.
Mount Hampton ist der nördlichste der erloschenen Vulkane, welche gemeinsam die Executive Committee Range bilden. Teilnehmer der United States Antarctic Service Expedition (1939–1941) entdeckten ihn am 15. Dezember 1940 während eines Überflugs. Benannt wurde er nach Ruth Hampton (1883–1963), einer Mitarbeiterin des US-Innenministeriums und Mitglied des Exekutivkomitees des United States Antarctic Service.